# Noepoli
Noepoli község (comune) Olaszország Basilicata régiójában, Potenza megyében.

## Fekvése
A megye délkeleti részén fekszik. Határai: Cersosimo, Chiaromonte, Colobraro, San Costantino Albanese, San Giorgio Lucano, San Paolo Albanese, Senise és Valsinni.

## Története
A település első említése Noja néven 1133-ból származik, de a régészeti leletek tanúsága szerint a vidék már az i.e 8-7. században lakott volt. 1404-ig a chiaromontei grófok birtoka volt, majd egy felkelést követően királyi birtok lett, 1553-ban a befolyásos Pignatelli nápolyi nemesi család szerezte meg. 1806, amikor a Nápolyi Királyságban felszámolták a feudalizmust, önálló község lett. 1863-ban változtatták meg nevét Noepolira. 

## Népessége
A népesség számának alakulása:

## Főbb látnivalói
- Visitazione della Beata Vergine-templom
- Madonna di Costantinopoli-templom
- Madonna del Rosario-templom
- Castello (15. század)
- Palazzo del Piacere
- Palazzo Rinaldi